# 荣山江
荣山江（：／ Yeongsangang */?）位于韩国西南，是韩国第五大河流，总长115.5公里，流域面积3,371平方公里。 荣山江发源于韩国全罗南道潭阳郡的龙湫山，流经潭阳、罗州、灵岩等地在木浦市流入黄海。荣山江与洛东江、汉江和锦江是韩国“四大江治理工程”的“四大江”之一。